# Agente durmiente
Un agente durmiente es un espía infiltrado en un país u organización objetivo no para emprender una misión de manera inmediata, sino para actuar como un activo potencial si se activa. Incluso si no está activado, el «agente durmiente» sigue siendo un activo y sigue desempeñando un papel activo en la sedición, la traición o el espionaje, en virtud de aceptar actuar si se activa. En la ficción, los agentes durmientes son recursos narrativos populares, particularmente en la ficción de espionaje y la ciencia ficción. Este uso común en la ficción está directamente relacionado y es el resultado de repetidos casos de «agentes durmientes» de la vida real que participan en tareas de espionaje, sedición, traición y asesinatos.

## Agentes durmientes en el espionaje
En el espionaje, un agente durmiente es aquel que se ha infiltrado en el país objetivo y «se ha ido a dormir», a veces durante muchos años. El agente no intenta comunicarse con su organización de origen o con cualquier agente existente, o para obtener información más allá de lo que está en fuentes públicas. También se le puede denominar «agente de cobertura profunda». Adquiere puestos de trabajo e identidades, idealmente los que en el futuro resulten útiles, e intenta integrarse en la vida cotidiana como un ciudadano normal. En la práctica, las agencias de contraespionaje del país objetivo no pueden vigilar de cerca a todos aquellos cuya data de reclutamiento posiblemente sea ya duradera.
En cierto sentido, los mejores agentes durmientes no necesitan remuneración alguna de su organización, ya que pueden ganar suficiente dinero para financiarse a sí mismos. Así evitan cualquier pago desde el extranjero, potencialmente rastreable. En tales casos, es posible que el agente durmiente tenga el éxito suficiente para convertirse en lo que a veces se denomina un «agente de influencia».
A menudo, los agentes durmientes que han sido descubiertos eran nativos del país de destino que en sus primeros años de vida se habían mudado a otro lugar y fueron cooptados (quizás por razones ideológicas o étnicas) antes de regresar al país de destino. Eso es valioso para el país del agente, ya que el idioma y otras habilidades del durmiente pueden ser las de un nativo y, por lo tanto, es menos probable que provoquen sospechas en el destino.
Casi siempre, la elección y la inserción de agentes durmientes ha sido difícil, ya que es difícil predecir si a medio y largo plazo el objetivo seguirá siendo apropiado. Si el gobierno patrocinador y sus políticas cambian después de haber insertado al durmiente, puede ocurrir que se haya implantado a un durmiente en un objetivo erróneo.

### Ejemplos
- Jack Barsky fue insertado como agente durmiente en los Estados Unidos por la KGB soviética. Entre 1978 y 1988 fue un agente durmiente activo. En 1994 fue localizado por las autoridades estadounidenses, y en 1997 fue arrestado. Luego, rápidamente confesó y se convirtió en una fuente útil de información acerca de técnicas de espionaje.[cita requerida]

- El Programa de Ilegales es una red de espías durmientes plantada en Estados Unidos por el Servicio de Inteligencia Exterior de Rusia. En junio de 2010, una investigación en curso de varios años culminó con la presentación de cargos y el arresto de 10 sospechosos en los Estados Unidos, y uno más en Chipre. La Dirección General de Programas Especiales de Rusia, o GUSP en la transliteración rusa (Главное управление специальных программ, ГУСП), todavía recluta candidatos entre estudiantes y científicos talentosos para usarlos como agentes durmientes o como empleados legales en la Policía y en los cuerpos de inteligencia de Rusia.

- Datos: Q17020232